# Novosad
Novosad est un village de Slovaquie situé dans la région de Košice.

## Histoire
Première mention écrite du village en 1318.
La localité fut annexée par la Hongrie après le premier arbitrage de Vienne le 2 novembre 1938. En 1938, on comptait 1282 habitants dont 130 d'origines juives. Elle faisait partie du district de Sátoraljaújhely (hongrois : Sátoraljaújhelyi járás). Le nom de la localité avant la Seconde Guerre mondiale était Ujlak. Durant la période 1938 -1945, le nom hongrois Bodzásújlak était d'usage. À la libération, la commune a été réintégrée dans la Tchécoslovaquie reconstituée.

## Démographie

### Évolution de la population
| Année:               | 1994. | 2004.    | 2014.   | 2024.   |
| -------------------- | ----- | -------- | ------- | ------- |
| Nombre de personnes: | 921   | 1031     | 1027    | 1040    |
| Différence:          |       | +11,94 % | -0,38 % | +1,26 % |

| Année:               | 2023. | 2024.   |
| -------------------- | ----- | ------- |
| Nombre de personnes: | 1019  | 1040    |
| Différence:          |       | +2,06 % |